# Vernon e Irene Castle
Vernon e Irene Castle formavam um casal de dançarinos estadunidenses que estrelavam musicais da Broadway no início do Século XX. Eles eram casados na vida real, e têm sido creditados constantemente como os responsáveis pela reavivação da popularidade da Dança moderna. Vernon Castle (2 de maio de 1887 – 15 de fevereiro de 1918) nasceu William Vernon Blyth em Norwich, Norfolk, Inglaterra. Irene Castle (17 de abril de 1893 – 25 de janeiro de 1969) nasceu Irene Foote em New Rochelle, Nova Iorque e além de dançar, atuou em 18 filmes da era silenciosa, entre 1917 e 1922.

## Biografia
O casal atingiu o auge de sua popularidade no primeiro musical de Irving Berlin na Broadway, Watch Your Step, em 1914, em que eles refinaram e popularizaram o Foxtrote. Também ajudaram a promover o ragtime, ritmos de jazz e a música afro-americana para a dança. Irene se tornou um ícone da moda através de suas aparições no palco e nos primeiros filmes, e os dois foram professores na área da dança.
Após ter servido com distinção como piloto nos Royal Flying Corps durante a Primeira Guerra Mundial, Vernon morreu em uma queda de avião durante um vôo de treinamento no Texas, em 1918. Irene continuou suas performances na Broadway, vaudeville e cinema, durante a próxima década. Ela voltou a se casar mais três vezes, teve filhos e se tornou uma ativista pelos direitos dos animais. Em 1939, sua vida com Vernon foi dramatizada no filme The Story of Vernon and Irene Castle.

## Fama
Vernon, o filho de um coletor de impostos, cresceu em Norwich, Inglaterra, e inicialmente planejava ser engenheiro civil. Mudou-se para Nova Iorque em 1906 com sua irmã, Coralie Blythe e o marido dela, Lawrence Grossmith, ambos atores. Em Nova Iorque atuou em pequenos papéis no teatro de Lew Fields, e começou a se estabelecer como ator cômico, cantor, dançarino e mágico, sob o nome Vernon Castle.
Irene, a filha de um proeminente médico, estudou dança e interpretação em vários teatros amadores antes de conhecer Vernon Castle no New Rochelle Rowing Club em 1910. Com a  ajuda dele, ela conseguiu seu primeiro trabalho profissional, uma pequena cena de dança em The Summer Widowers. No próximo ano, mesmo sob as objecções do seu pai, os dois se casaram. Vernon já tinha se estabelecido como dançarino em papéis cômicos, e a especialidade dele era interpretar um bêbado cavalheiro, que elegantemente caía sobre o palco, enquanto tentava esconder sua condição.
Após o casamento, Irene se juntou a Vernon em The Hen-Pecks (1911), uma produção em que ele era um jogador caracterizado. Os dois viajaram juntos para Paris, com o projeto de executar um espetáculo de dança. O show fechou rapidamente, mas o casal foi então contratado para um show de dança no Café de Paris. Eles apresentavam as últimas danças do ragtime americano, tais como como Turkey Trot e Grizzly Bear. Os Castles fizeram sucesso e prepararam o caminho para um retorno triunfal em Nova Iorque, em 1912.
Quando o casal retornou aos Estados Unidos, teve muito sucesso. Estreando em Nova Iorque em 1912, em uma filial do Cafe de Paris operada por Louis Martin, e a dupla logo estava no palco, no vaudeville e em filmes. Eles também se tornaram participantes da Broadway, e entre seus shows destacavam-se The Sunshine Girl (1913) e Watch Your Step (1914), que impulsionaram a primeira produção de Irving Berlin, escrita para os Castles.  Assim, o casal refionou e popularizou o Foxtrote, e em seguida excursionou através de Nova Iorque.
Em 1914, o casal abriu uma escola de danças em Nova Iorque, denominada "Castle House", uma boate denominada "Castles by the Sea" na Boardwalk , em Long Beach, Nova Iorque, e um restaurante, "Sans Souci". Na Castle House, ensinaram os passos de dança mais recentes para a sociedade de Nova York. Eles também estavam na demanda através de aulas particulares e apresentações em festas elegantes. Apesar de sua fama, muitas vezes viram-se tratados como criados contratados; se um cliente rico era muito exigente, Vernon cobrava uma taxa de mil dólares por hora para aulas.

## Filmes e moda

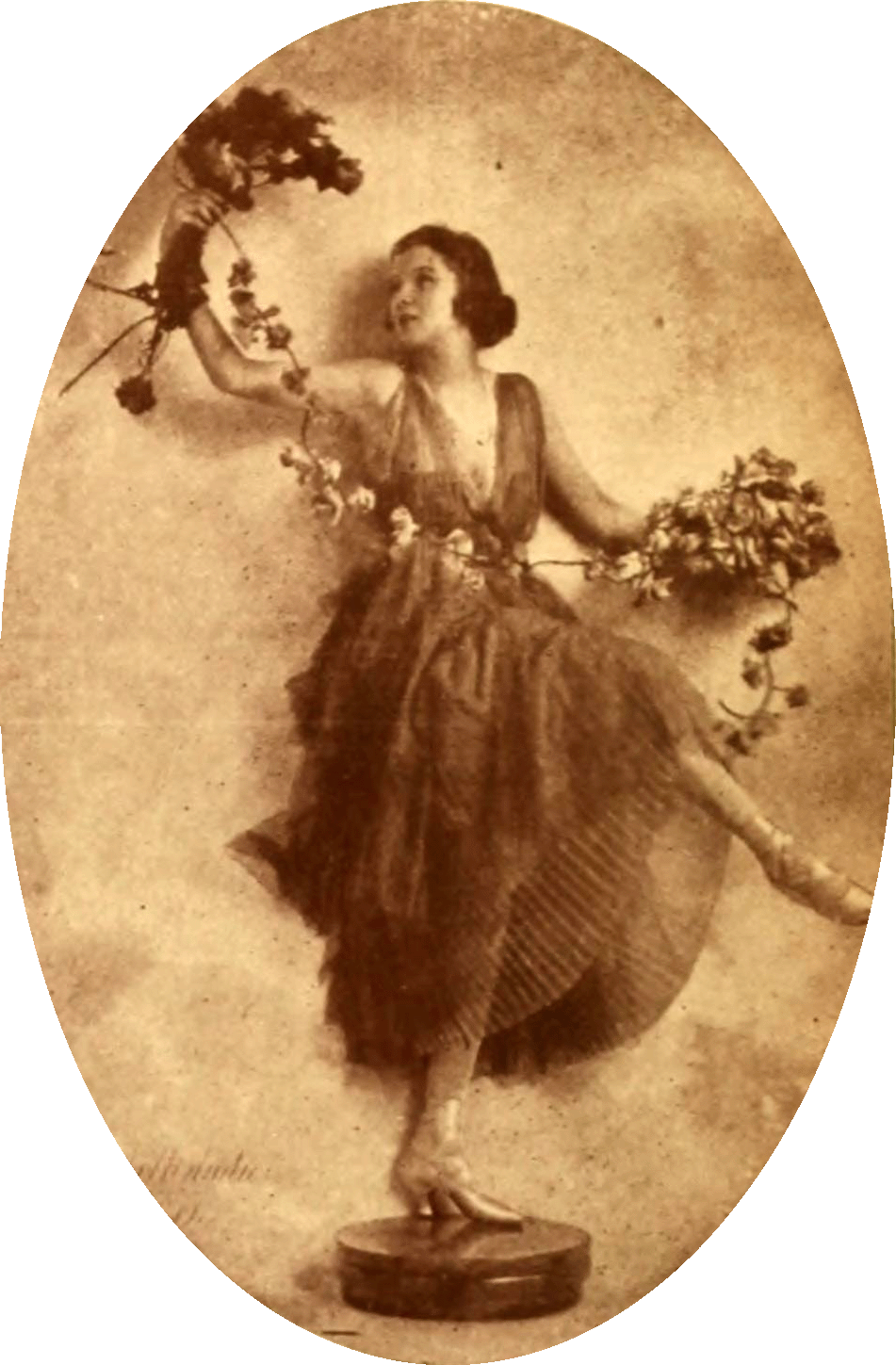
Irene Castle em 1916

Como primeira equipe de dança da América, os Castles eram formadores de opinião, e seu entusiasmo pela dança incentivou admiradores a experimentarem novas formas de dança social. Considerados paradigmas da respeitabilidade e classe, os Castle ajudaram a remover o estigma da vulgaridade da dança particular. Suas performances, muitas vezes definidas como ragtime e ritmos de jazz, também popularizaram a música afro-americana entre brancos ricos. Os Castles apareceram em um documentário chamado Social and Theatrical Dancing em 1914 e escreveram um Best-seller de instrução, Modern Dancing, mais tarde naquele ano. A dupla também estrelou em um filme chamado The Whirl of Life (1915), que foi bem recebido pela crítica e pelo público.
Como a celebridade do casal aumentou em meados da década de 1910, Irene Castle lançou tendências de moda, iniciando a moda para saias mais curtas e soltas, e espartilhos elásticos. Ela também é creditada como a introdutora na moda feminina estadunidense em 1914, do Bob, que se tornou o corte preferido das melindrosas dos anos 1920. Os elegantes, mas simples, vestidos que Irene usava no palco e na tela foram regularmente apresentados nas revistas Vogue, Harper's Bazaar e outras revistas de moda. Foram confeccionados, frequentemente, pela famosa costureira Lucile, mas Irene também desenhou, ela própria, algumas das suas roupas. Os elegantes Castles foram pioneiros em várias atitudes; eles viajavam com uma orquestra negra, a James Reese Europe's Society Orchestra, e tinham uma gerente abertamente lésbica, Elisabeth Marbury. Os Castle endossaram os Victor Records através da Castle House Orchestra Orquestra, liderada por James Reese Europe, uma figura pioneira na música afro-americana. Eles também emprestaram seus nomes para publicidade de outros produtos, tais como charutos, cosméticos, sapatos e chapéus.

## Primeira Guerra e morte de Vernon
Em 1915, Vernon resolveu voar na guerra, e começou a frequentar uma escola de pilotagem nos Estados Unidos; deixou o elenco de Watch Your Step e recebeu seu certificado de piloto em 1916. Na época, os Castle estavam fazendo uma performance no Hipódromo de Nova Iorque, em janeiro de 1916, acompanhados por John Philip Sousa e sua banda, e Vernon partiu para a Inglaterra para alistar-se no Royal Flying Corps durante a Primeira Guerra Mundial. Voando na Frente Ocidental durante a Primeira Guerra, ele completou 300 missões em combate, abateu dois aviões e foi agraciado com a Croix de Guerre 1914-1918, em 1917. Ele foi enviado para o Canadá para treinar novos pilotos, foi promovido a Capitão e, em seguida, transferido para os Estados Unidos para treinar os pilotos estadunidenses.
Em 1917, Irene apareceu em um show de estrelas, Miss 1917. Embora ela tenha sido apontada com elogios pelos revisores, ela estava infeliz no palco sozinha: ”Encontrei-me irremediavelmente perdida como um número solo. Eu não tinha nenhum treinamento para dançar sozinha e nunca devia ter tentado isso”. Apesar do sucesso com os críticos, a revista não conseguiu atrair audiência; pelo menos não suficiente para pagar a produção luxuosa. A canção de especialidade de Castle foi processada por motivos de direitos autorais, e o gerenciamento teve de cortá-la. Além disso, seu ato no show foi agendado para o final da noite, o que entrou em conflito com seu trabalho no cinema no dia seguinte pela manhã. Como o show falhou, ela e os outros foram dispensados pelos produtores, e a produtora acabou indo à falência. No restante do ano de 1917, ela fez apresentações bem recebidas em nome de instituições de caridade de guerra.
Em 15 de fevereiro de 1918, sobre Benbrook Field, um campo de treinamento perto de Fort Worth, Texas, Vernon adotou medidas de emergência logo após a decolagem, para evitar uma colisão com outra aeronave. O avião parou, e ele foi capaz de recuperar o controle antes de bater no chão. Ele morreu logo após o acidente, aos 30 anos de idade. Vernon foi o único a morrer. De acordo com o monumento no local do acidente, "Nem o outro piloto, nem seu aluno cadete, nem o macaco de estimação de Vernon, Jeffrey, foram seriamente feridos". Irene homenageou Vernon em suas memórias, My Husband, em 1919. Há uma rua em Benbrook, Texas, nomeada em sua homenagem,com um monumento dedicado a ele. Vernon foi sepultado no Cemitério de Woodlawn, no Bronx, Nova Iorque. A figura em bronze no memorial, de luto e ajoelhada na sepultura, para o qual Irene posou, foi criada pela amiga de Irene, a escultora estadunidense Sally James Farnham.

## Vida sem Vernon

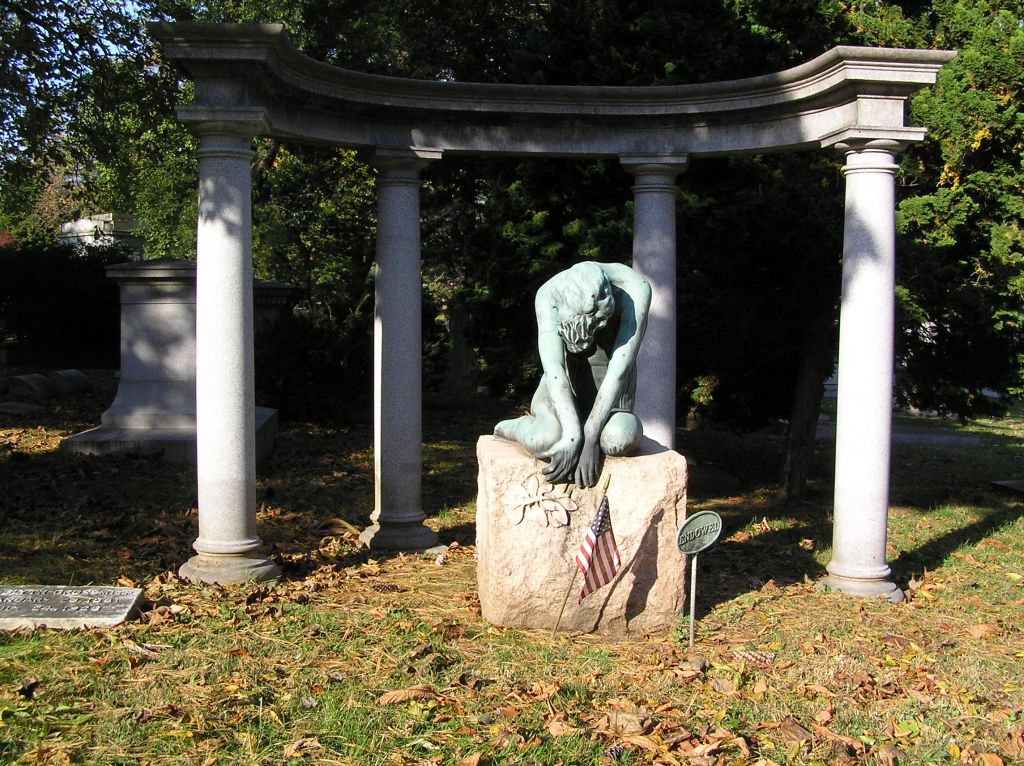
O túmulo de Vernon e Irene Castle, no Cemitério de Woodlawn

Em 3 de maio de 1919, Irene voltou a casar. Seu segundo marido era Robert E. Treman , de Ithaca, Nova Iorque. Eles moraram em Cayuga Heights, ao norte da Universidade Cornell. Irene estrelou em alguns filmes silenciosos entre 1917 e 1924, tais como o seriado Patria (1917), e atuou no teatro, retirando-se, depois, do show business. Treman supostamente usou o dinheiro de Castle e o perdeu no mercado acionário. Eles se divorciaram em 1923, e Irene casou-se mais duas vezes mais; casou-se Frederic McLaughlin (um homem 16 anos mais velho), e dois anos depois, quando ele morreu em 1944, casou com George Enzinger (m. 1959), um executivo de publicidade de Chicago. Durante seu casamento com o Major McLaughlin, que era o proprietário do Chicago Blackhawks, ela é creditada como a idealizadora do sweater original do Blackhawks Hockey Club. Ela teve dois filhos com McLaughlin, Barbara McLaughlin Kreutz (1925–2003), que foi reitora da Graduate School of Arts and Sciences do Bryn Mawr College, e William McLaughlin (1929–2012).
Após se retirar da dança com o nascimento de William em 1929, Castle concentrou-se nos movimentos de proteção aos animais. Por volta de 1930, “a mais bem vestida mulher da América” apresentou serializadas dramatizações de rádio de quinze minutos, de suas viagens européias com o marido, com o bulldog Zowie e com Walter (servo de pais negros) em torno das capitais da Europa em The Life of Irene Castle. Apenas um episódio (Episódio 4) ainda existe.
Em 1939, a vida dos Castles retornou em um filme, The Story of Vernon and Irene Castle, produzido pela RKO Pictures e estrelado por Fred Astaire e Ginger Rogers. Edna May Oliver interpretou seu agente e Irene Castle serviu como uma conselheira técnica no filme, mas colidiu com Rogers, que se recusou a usar o cabelo Bob de Castle e escurecer o cabelo. Ela se opôs às exigências de guarda-roupa inautêntico de Rogers, embora um número de vestidos originais de Lucile tenham sido copiados para o filme. Castle também protestou contra a contratação de um ator branco, Walter Brennan, para interpretar seu fiel amigo e servo Walter, que era afro-americano.
Pelo resto de sua vida, Castle foi uma ativista em defesa dos direitos dos animais, fundando em Illinois o lar "Orphans of the Storm".
Castle morreu em 25 de janeiro de 1969, aos 75 anos, e foi sepultada ao lado de Vernon no Cemitério de Woodlawn.

## Danças associadas
- Foxtrote
- Valsa
- Maxixe
- Tango